# Buddy Jeannette
Harry Edward "Buddy" Jeannette (New Kensington, Pensilvania, 15 de septiembre de 1917 - Nashua, Nuevo Hampshire, 11 de marzo de 1998) fue un jugador y entrenador de baloncesto estadounidense que jugó durante siete temporadas en la NBL, dos en la BAA y una última en la NBA. Fue entrenador en diferentes equipos de la NBA, la ABA y la NCAA. Con 1,80 metros de estatura, jugaba en la posición de base.

## Trayectoria deportiva

### Universidad
Jugó durante cuatro temporadas con los Presidents del Washington & Jefferson College, en las que promedió 12 puntos por partido. En su primera temporada, en 1938, recibió un par de menciones honoríficas All-American

### Profesional
Tras graduarse en la universidad, fichó por 150 dólares al mes por los Warren Penns de la NBL, jugando también con los Elmira Indians de Nueva York en la New York-Penn League. En 1939 el dueño del equipo lo trasladó a Detroit, pasando a denominarse Detroit Eagles. Allí disputó dos temporadas, tras las cuales aceptó una oferta de los Sheboygan Redskins. De allí pasó a los Fort Wayne Pistons, con los que ganó dos títulos consecutivos, en 1944 y 1945, y además un oficioso campeonato del mundo en ese último año, en el que además fue elegido mejor jugador del torneo.
En 1946 aceptó el puesto de jugador-entrenador en el equipo de los Baltimore Bullets de la liga rival ABL, con los que ganó el campeonato, derrotando a Philadelphia Sphas en la final. El año siguiente el equipo se incorporó a la nueva liga, la BAA, ganando el primer campeonato de la historia al derrotar en las Finales a Philadelphia Warriors. Jeannette, ya con 30 años, promedió 10,7 puntos y 1,5 asistencias, siendo incluido en el segundo mejor quinteto del campeonato.
Jugó dos temporadas más, para en la temporada 1950-51 dejar las canchas de juego y dedicarse únicamente a ser entrenador.

### Entrenador
Tras su etapa en los Bullets, en 1952 se hace cargo de los Hoyas de la Universidad de Georgetown, teniendo un impacto inmediato, ya que en su primera temporada llevó al equipo a su primera aparición en el National Invitation Tournament. Sin embargo, no fue capaz de construir un equipo de éxito en sus tres años siguientes. Lesiones o problemas académicos alejaron de las pistas a sus mejores jugadores. Dejó el puesto en 1956, con un balance de 49 victorias y 49 derrotas.
En 1964 firma como entrenador por los nuevos Baltimore Bullets, sin relación con su antiguo club. En su primera temporada logra clasificar por primera vez a su equipo para los playoffs, tras acabar en la tercera posición de la División Oeste. Ganaron en primera ronda a St. Louis Hawks, cayendo en las finales de división ante Los Angeles Lakers. Tras esa temporada, es ascendido al cargo de General Manager, dejando en el banquillo a Paul Seymour, pero regresaría esporádicamente en la temporada 1966-67 de la NBA, donde tras ganar únicamwente 3 de los 16 partidos que dirigió, fue sustituido por Gene Shue.
Regresó a los banquillos en 1969, haciéndose cargo de los Pittsburgh Pipers de la ABA, sustituyendo en el puesto a John Clark. Ganó 15 partidos y perdió 30, no siendo renovado y abandonando definitivamente el baloncesto profesional.

## Estadísticas de su carrera en la BAA y NBA

### Temporada regular
| Temporada | Edad | Equipo            | Liga  | P   | TIT | MIN | TC  | TCA | %TC  | 3P | 3PA | %3P | TL  | TLA | %TL  | R.OF. | R.DEF. | REB | ASIS | ROB | TAP | PER | FP  | PTS  |
| 1947-48   | 30   | Baltimore Bullets | BAA   | 46  |     |     | 3.3 | 9.3 | .349 |    |     |     | 4.2 | 5.5 | .758 |       |        |     | 1.5  |     |     |     | 3.2 | 10.7 |
| 1948-49   | 31   | Baltimore Bullets | BAA   | 56  |     |     | 1.3 | 3.6 | .367 |    |     |     | 3.0 | 3.8 | .784 |       |        |     | 2.2  |     |     |     | 2.8 | 5.6  |
| 1949-50   | 32   | Baltimore Bullets | NBA   | 37  |     |     | 1.1 | 4.0 | .284 |    |     |     | 2.9 | 3.6 | .820 |       |        |     | 2.5  |     |     |     | 2.2 | 5.2  |
| Total     |      |                   | TOTAL | 139 |     |     | 1.9 | 5.6 | .341 |    |     |     | 3.4 | 4.3 | .781 |       |        |     | 2.1  |     |     |     | 2.8 | 7.2  |
|           |      |                   | BAA   | 102 |     |     | 2.2 | 6.2 | .355 |    |     |     | 3.5 | 4.6 | .770 |       |        |     | 1.9  |     |     |     | 3.0 | 7.9  |
|           |      |                   | NBA   | 37  |     |     | 1.1 | 4.0 | .284 |    |     |     | 2.9 | 3.6 | .820 |       |        |     | 2.5  |     |     |     | 2.2 | 5.2  |

### Playoffs
| Temporada | Edad | Equipo            | Liga | P  | MIN | TCA | TC | 3PA | 3P | TLA | TL | R.OF. | REB | ASIS | ROB | TAP | PER | FP | PTS | %TC  | %3P | %FT   | MIN | PTS | REB | AST |
| 1947-48   | 30   | Baltimore Bullets | BAA  | 11 |     | 30  | 61 |     |    | 37  | 42 |       |     | 12   |     |     |     | 45 | 97  | .492 |     | .881  |     | 8.8 |     | 1.1 |
| 1948-49   | 31   | Baltimore Bullets | BAA  | 3  |     | 2   | 13 |     |    | 4   | 4  |       |     | 5    |     |     |     | 11 | 8   | .154 |     | 1.000 |     | 2.7 |     | 1.7 |
| Total     |      |                   | BAA  | 14 |     | 32  | 74 |     |    | 41  | 46 |       |     | 17   |     |     |     | 56 | 105 | .432 |     | .891  |     | 7.5 |     | 1.2 |

## Vida posterior y fallecimiento
En 1994 fue elegido para el Basketball Hall of Fame, y en su discurso de agradecimiento recordó que jamás había anotado más de 25 puntos en ningún partido, algo que también se convertiría en un récord entre los miembros del Salón de la Fama. 
A comienzos de 1998 sufrió un ataque cerebrovascular que lo dejó en coma, no volviendo a recobrar la consciencia. Falleció el 11 de marzo de ese año en su casa de Nashua, en Nuevo Hampshire.